# Масбагік
Масбагі́к (індонез. Masbagik) — один з 20 районів округу Східний Ломбок провінції Західна Південно-Східна Нуса у складі Індонезії. Розташований у центрально-західній частині. Адміністративний центр — селище Масбагік-Селатан.
Населення — 95392 особи (2012; 94981 в 2011, 93993 в 2010, 91960 в 2009, 90739 в 2008).

## Адміністративний поділ
До складу району входять 7 селищ та 2 села:
| Населений пунт              | Населення, осіб (2010) |
| --------------------------- | ---------------------- |
| Дангер, селище              | 16701                  |
| Кесік, селище               | 7163                   |
| Ленданг-Нангка, село        | 9015                   |
| Масбагік-Селатан, селище    | 13857                  |
| Масбагік-Тімур, селище      | 7933                   |
| Масбагік-Утара, селище      | 11577                  |
| Масбагік-Утара-Бару, селище | 5992                   |
| Паок-Мотонг, селище         | 13518                  |
| Ленданг-Нангка-Утара, село  | 8237                   |